# Almirante (Panamà)
Almirante o Puerto Almirante és un corregiment i capçalera del districte d'Almirante, a la província de Bocas del Toro, i té un dels ports importants per a la indústria de la banana al país. La ciutat pròpiament té uns deu mil habitants i el corregiment el 2010 tenia 12.731 habitants (133,5 habitants per km²). La població el 1990 era de 11.584 habitants i el 2000 de 12.430 habitants. El 1960 apareix amb uns 3.500 habitants i s'indica que es troba al fons de l'ancorada d'Ambrosio enfront de l'illa San Cristobal, a la desembocadura del riu Negro (no s'especifica si està parlant de la ciutat/corregiment -en realitat diu municipi- o del districte que en tot cas seria diferent del districte creat el 2015). La superfície del corregiment és de 95,4 km².
A 24 quilòmetres de la ciutat de Changuinola, Almirante se situa en tercera posició per nombre d'habitants a la província de Bocas del Toro.

## Per als viatgers
Almirall s'utilitza principalment com un punt de partida per viatjar cap a les illes de l'arxipèlag. Des d'aquí es poden prendre els taxis marítims i el Ferri cap a Illa Colón.
Hi ha 2 terminals d'autobusos, un situat al centre de la ciutat, per als busos de Changuinola i comunitats properes. La segona estació es troba als afores de la ciutat coneguda com "El Cruce", per prendre els autobusos de Ciutat de Panamà i David.
A més existeixen serveis privats de transport per traslladar-se a Boquete i Puerto Viejo (Limón).

## El poble
Les zones més populars són: Una Milla ("One Mile"), Zegla, Barrio Francés ("Patua Town"), Aeropuerto, Media Milla, Tampico, Bda. Sant Agustín, Las Golondrinas.
Comunitats dels voltants són: Milla 3, Miraflores, Ojo de Agua, Rio Oeste i Milla 5.
Llocs d'interès són: el port d'Almirante, "SeaWall", el Parc Cinquentenario, Església Catòlica, Església Anglicana i Ojo de Agua.
Almirante també està envoltat de la bella Ancorada de Ambrosio.
Almirall va ser afectada per un fort terratrèmol el 22 d'abril de 1991, les cases de fusta en la seva majoria van quedar destruïdes. A causa d'això, el Govern va decidir construir nous habitatges als afores d'Almirante.

## Demografia
Almirall va ser construïda, per la United Fruit Company, com un port per a les seves exportacions de plàtans. L'àrea consistia en farciments sobre pantans.
Els seus primers pobladors, en la seva majoria són descendents de negres de Jamaica i les Antilles menors, que es van traslladar a les plantacions de banana a inicis del segle xx.
A causa de la importància del port d'Almirante, va atreure a xinesos, hindús i jueus, com a minoria. Des del 2002, una migració massiva de xinesos va entrar en tota la Província Bocas del Toro, per la qual cosa és normal veure'ls en els seus negocis.
Bocas del Toro té una gran població indígena, que també va emigrar a la ciutat d'Almirante, que ha substituït als negres com a grup ètnic majoritari.
En Almirante es parla espanyol, anglès, llengües indígenes i Guari-guari.
La població d'Almirante depèn principalment de les activitats del port d'Almirante, la planta hidroelèctrica AES i funcionaris públics de govern.
A causa de la falta d'operacions del port, molts s'han traslladat a la Ciutat de Panamà a la recerca de noves oportunitats.